# 小額錢債審裁處

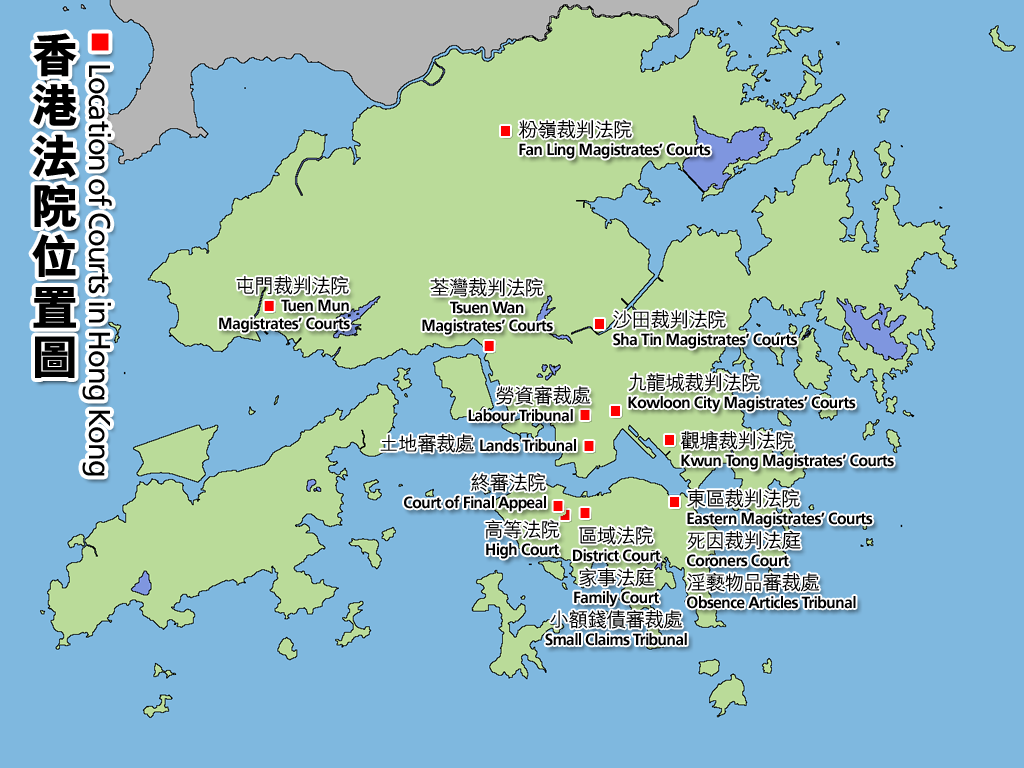
香港各級法院位置圖

小額錢債審裁處（英語：Small Claims Tribunal；案号代码SCTC）是香港司法機構的一間法庭。小額錢債審裁處與其他各级法院不同之處，是它以快速、非正式、且花費不多（入稟費最高約一百多元港幣）的形式去處理案件，但只限於不超過7.5萬港元的申索。
小額錢債審裁處雖屬法庭，卻無須像其他法庭一樣嚴格依循證據法規則，當事人一般不可由律師代表，必須親自出席聆訊。
當審裁官認為案件不適合繼續在小額錢債審裁處進行聆訊時，聆訊可能會移交至其他法庭，包括勞資審裁處、土地審裁處、區域法院或高等法院繼續處理。而小額錢債審裁處的上訴案件會轉交至高等法院原訟法庭。
小額錢債審裁處原位於香港灣仔港灣道12號灣仔政府大樓4樓。2016年9月19日，小額錢債審裁處遷往九龍深水埗區長沙灣通州街501號西九龍法院大樓B座3樓。

## 申索範圍
小額錢債審裁處處理以下範圍而不多於港幣7萬5千元（2018年12月3日生效，之前為5萬元）的申索：
- 債務
- 服務費
- 財物損毀
- 已售貨物
- 消費者提出的各種申索

以下範圍則不包括在申索範圍之內：（括號內為負責之其他審裁處/法庭）
- 工資（勞資審裁處）
- 土地收回（土地審裁處）
- 贍養費（區域法院家事法庭）
- 放債人的貸款（區域法院或高等法院原訟法庭）
- 短暫或永久形式的誹謗（高等法院原訟法庭）

## 外部連結
- 香港司法機構- 小額錢債審裁處 （页面存档备份，存于）